# Имена за сетове хемијских елемената
Тренутно постоји 118 познатих хемијских елемената који одражавају велики број различитих физичких и хемијских својстава. Међу овим диверзитетом, научници су пронашли за корисно да користе имена за сетове хемијских елемената, који имају слична својства или трендове тих својстава. Многи од ових сетова формално признаје тело за хемијску стандардизацију IUPAC.
Наредна колективна имена препоручује IUPAC:
- Алкални метали — метали групе 1: Li, Na, K, Rb, Cs, Fr
- Земноалкални метали — метали групе 2: Be, Mg, Ca, Sr, Ba, Ra
- Пниктогени (енгл. Pnictogens) — елементи групе 15: N, P, As, Sb, Bi (Mc још увек није имао име када је IUPAC-ова Црвена књига објављена, а његова хемијска својства још увек нису експериментално позната.)
- Халкогени (енгл. Chalcogens) — елементи групе 16: O, S, Se, Te, Po (Lv још увек није имао име када је IUPAC-ова Црвена књига објављена, а његова хемијска својства још увек нису експериментално позната.)
- Халогени (енгл. Halogens) — елементи групе 17: F, Cl, Br, I, At (Ts још увек није имао име када је IUPAC-ова Црвена књига објављена, а његова хемијска својства још увек нису експериментално позната.)
- Племенити гасови (енгл. Noble gases) — елементи групе 18: He, Ne, Ar, Kr, Xe, Rn (Og још увек није имао име када је IUPAC-ова Црвена књига објављена, а његова хемијска својства још увек нису експериментално позната.)
- Лантаноиди (енгл. Lanthanoids) — елементи 57—71: La, Ce, Pr, Nd, Pm, Sm, Eu, Gd, Tb, Dy, Ho, Er, Tm, Yb, Lu
- Актиноиди (енгл. Actinoids) — елементи 89—103: Ac, Th, Pa, U, Np, Pu, Am, Cm, Bk, Cf, Es, Fm, Md, No, Lr
- Ретки земни метали (енгл. Rare-earth metals) — елементи Sc, Y плус лантаноиди
- Прелазни елементи (енгл. Transition elements) — елементи група 3—11 или 3—12

Друга уобичајена класификација је по степену металично-металоидно-неметалног понашања и карактеристика. Нема општег договора око имена која треба да се користе за ове сетове: на енглеској Википедији, користи се термин category (категорија). Веома често ове категорије се означавају бојом позадине у периодном систему. Називи категорија који се овде користе, без тврдње универзланости, јесу:
- Алкални метали, земноалкални метали и племенити гасови, те лантанониди и актиноиди: Исто као и у IUPAC-овом систему изнад.
- Прелазни елементи су уместо овако названи прелазни метали.
- Ретки земни елементи, пниктогени, халкогени и халогени нису коришћени као називи категорија, а потоња три су валидни као називи група (колона).
- Додатна имена категорија која су коришћена:
  - Постпрелазни метали — метали група 12—17: Zn, Cd, Hg, Al, Ga, In, Tl, Sn, Pb, Bi, Po (Елементи периоде 7 Nh, Fl, Mc, Lv, Ts додатно су предвиђени као постпрелазни метали.)
  - Металоиди — елементи са својствима која интермедирају између метала и неметала: B, Si, Ge, As, Sb, Te, At
  - Реактивни неметали — неметали који су хемијски активни (супротно од плементих гасова): H, C, N, P, O, S, Se, F, Cl, Br, I
  - Суперактиноиди — хипотетска серија елемената 121—157, што укључује предвиђени „g-блок” периодног система

Многи други називи за сетове елемената у уобичајеној су употреби, док су неки други коришћени током историје. Ови сетови обично немају за циљ да покрију цели периодни систем (као што је на пример случај са периодом). Неки примери:
- Драгоцени метали — разнолико дефинисана група нерадиоактивних метала високе економске вредности
- Ковни метали — разни метали коришћени ка ковање новца; примарно елементи групе 11 Cu, Ag, Au
- Платинумска група — Ru, Rh, Pd, Os, Ir, Pt
- Племенити метал — разнолико дефинисана група метала који су генерално отпорни на корозију; обично укључује Ag, Au и метале платинумске групе
- Тешки метали — разнолико дефинисана група метала, на основу њихове грустине, атомског броја или токсичности
- Изворни метали — метали који се јављају чисто у природи, укључујући племените метале и друге као што су Sn, Pb
- Земни метал — стари историјски термин, обично коришћен када се односи на метале група 3 и 13, мада су понекад и други као што су берилијум и хром такође укључени
- Трансуранијумски елементи — елементи са атомским бројем већим од 92
- Трансактиноидски елементи — елементи након актиноида (атомски број већи од 103)
- Трансплутонијумски елементи — елементи са атомским бројем већим од 94
- Мали актиноиди — актиноиди који се налазе у значајним количинама у нуклеарном гориву, осим U, Pu: Np, Am, Cm
- Тешки атом — термин који се користи у рачунарској хемијски када се односи на било који елемент осим водоника и хелијума